# Roven Vogel
Roven Vogel (* 17. Juli 2000 in Oschatz) ist ein deutscher Schachspieler mit dem Titel eines Großmeisters.

## Schachkarriere
Vogel begann mit dem Schachspiel beim Siebenlehner SV, wo ihn sein erster Trainer Peter Kahn (einer der Gründer der Schachabteilung) für das Schachspiel begeisterte. Später lernte er von Mathias Womacka, seit 2010 wird er von Großmeister Henrik Teske trainiert und spielt aktuell in der Schach-Bundesliga für den USV TU Dresden. In der Saison 2016/17 spielte Roven Vogel außerdem in Österreich für den SK Dornbirn, in der Saison 2017/18 trat er in der tschechischen Extraliga für Moravská Slavia Brno an.

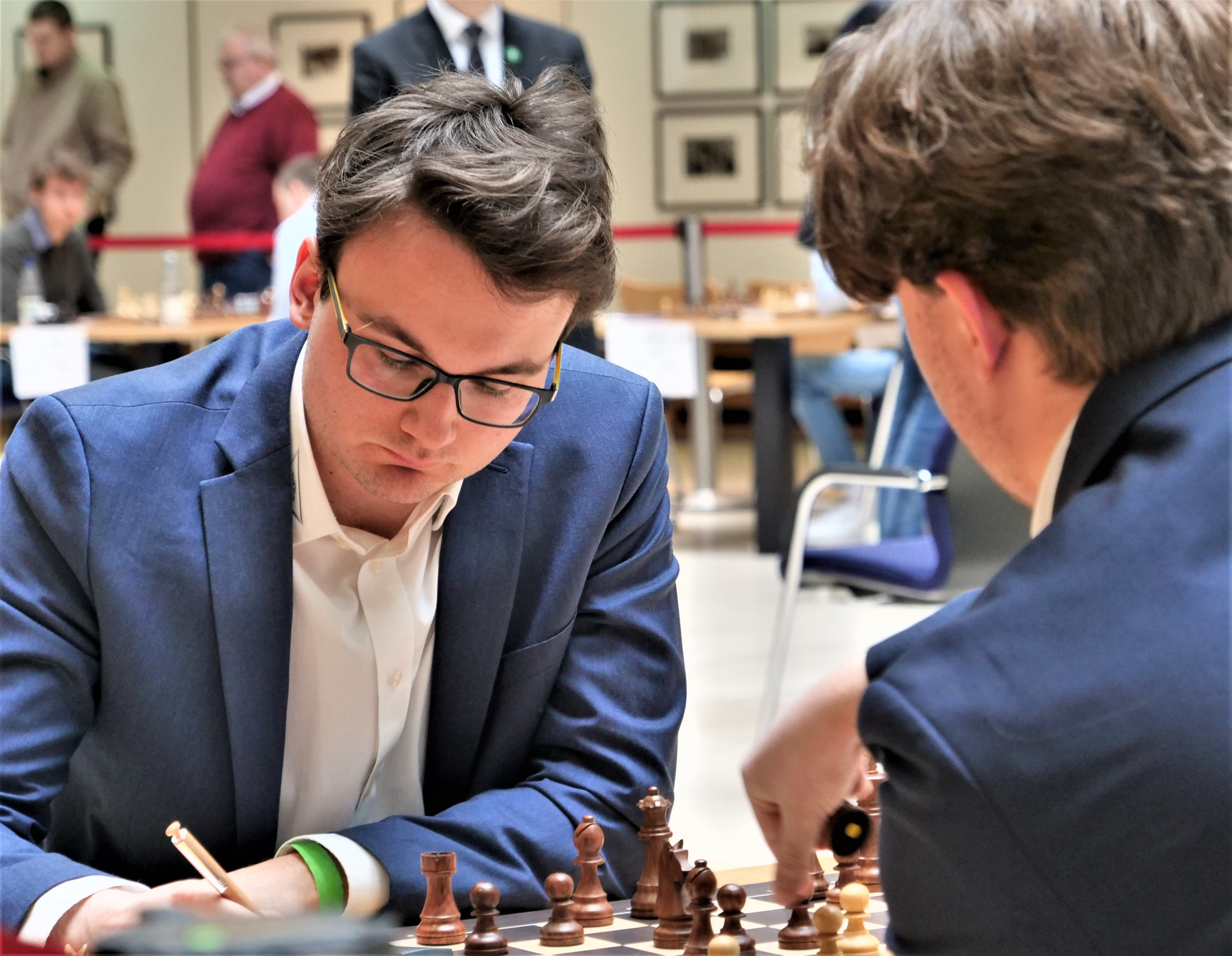
Roven Vogel in der Partie gegen Vincent Keymer am 2. April 2023 im Berliner Willy-Brandt-Haus

2015 trat Vogel bei der U16-Weltmeisterschaft in Porto Carras an. Nach durchwachsenem Turnierbeginn gewann er die letzten 6 von 11 Partien und gewann mit 9 Punkten den Weltmeistertitel, mit einem halben Punkt Vorsprung vor Luca Moroni Jr. aus Italien und Haik Martirosjan aus Armenien. Im gleichen Jahr erfüllte er beim ZDMI Open die dritte IM-Norm und errang den Titel eines Internationalen Meisters. Aufgrund seiner Leistung wurde Vogel 2015 U20 Spieler des Jahres der Deutschen Schachjugend.
Bei der U18-Schachweltmeisterschaft in Chanty-Mansijsk 2016 belegte Vogel Rang 32. Im Juni 2017 wurde er Deutscher U18-Meister.
Im Januar 2020 siegte Vogel beim Traditionsturnier in Wijk aan Zee beim Tata Steel Qualifiers (C-Turnier) und qualifizierte sich damit für das nächste Tata Steel Challengers-Turnier.
Im Oktober 2023 gewann Vogel mit 7 Punkten aus 9 Partien das UKA Einladungsturnier zu Ehren von Wolfgang Uhlmann und sicherte sich, mit einer Performance von 2668, seine dritte GM-Norm. Im folgenden Jahr bekam er den Titel verliehen.